# Jan Kochański
Jan Kazimierz Kochański vel Maciej Zubowicz, ps.: Jarma, Alojzy, Maciek (ur. 9 lutego 1914 we Lwowie, zm. 16 lutego 1944 w Warszawie) – porucznik kawalerii  Wojska Polskiego, cichociemny.

## Życiorys
Jan Kochański uczył się w latach 1929–1934 w Korpusie Kadetów nr 2, następnie (1934–1935) w Szkole Podchorążych Marynarki Wojennej, w latach 1935–1937 w Szkole Podchorążych Kawalerii. Po ukończeniu tej szkoły został awansowany na podporucznika (ze starszeństwem z dniem 1 października 1937 roku) i rozpoczął służbę w ekipie hippicznej 1 pułku szwoleżerów Józefa Piłsudskiego.
We wrześniu 1939 roku walczył w dowództwie swojego pułku jako oficer ordynansowy i oficer informacyjny. 28 września dostał się do niewoli niemieckiej, z której następnego dnia uciekł. Wstąpił do konspiracji SZP-ZWZ. Razem z płk. Adamem Rudnickim został wysłany na Litwę w celu ustalenia szlaków przerzutowych na Zachód. W grudniu 1939 roku został ponownie wysłany jako kurier na Węgry. Dostał rozkaz przedostania się do Francji, gdzie znalazł się w styczniu 1940 roku. Służył tam jako dowódca plutonu szwadronu motocyklowego 24 pułku ułanów 10 Brygady Kawalerii Pancernej, z którym po upadku Francji przedostał się do Wielkiej Brytanii. W Szkocji został oficerem łącznikowym do tamtejszej misji angielskiej. Później ponownie służył jako II adiutant w 24 pułku ułanów. Po przeszkoleniu w wywiadzie (m.in. w polskiej szkole wywiadu, działającej pod kamuflażem Oficerskiego Kursu Doskonalącego Administracji Wojskowej), został zaprzysiężony 11 grudnia 1941 roku w Oddziale VI Sztabu Naczelnego Wodza.
Zrzutu dokonano w nocy z 3 na 4 marca 1942 roku w ramach operacji „Collar” dowodzonej przez kpt. naw. Antoniego Voelnagla. Razem z nim na placówkę „Pole” w Łosinnie zostali zrzuceni: por. Stanisław Jankowski „Burek”, „Agaton”, kpt. Zygmunt Milewicz „Róg”, kpt. Bohdan Piątkowski „Mak”, por. Franciszek Pukacki „Gzyms” i por. Jan Rogowski „Czarka”.
Dostał przydział do wywiadu ofensywnego Oddziału II Informacyjno-Wywiadowczego sztabu KG AK jako kierownik komórki bezpieczeństwa wywiadu („206”). Będąc zagrożonym aresztowaniem w Warszawie w czerwcu 1943 roku został przeniesiony do Oddziału II Obszaru Lwowskiego AK, gdzie prowadził sprawy techniczne. W dniu 1 listopada został aresztowany we Lwowie przy ulicy Kleparowskiej 8 wraz z żoną Zofią i przewieziony na śledztwo do Warszawy. 16 lutego 1944 roku został wyprowadzony z celi na Pawiaku i najprawdopodobniej rozstrzelany.

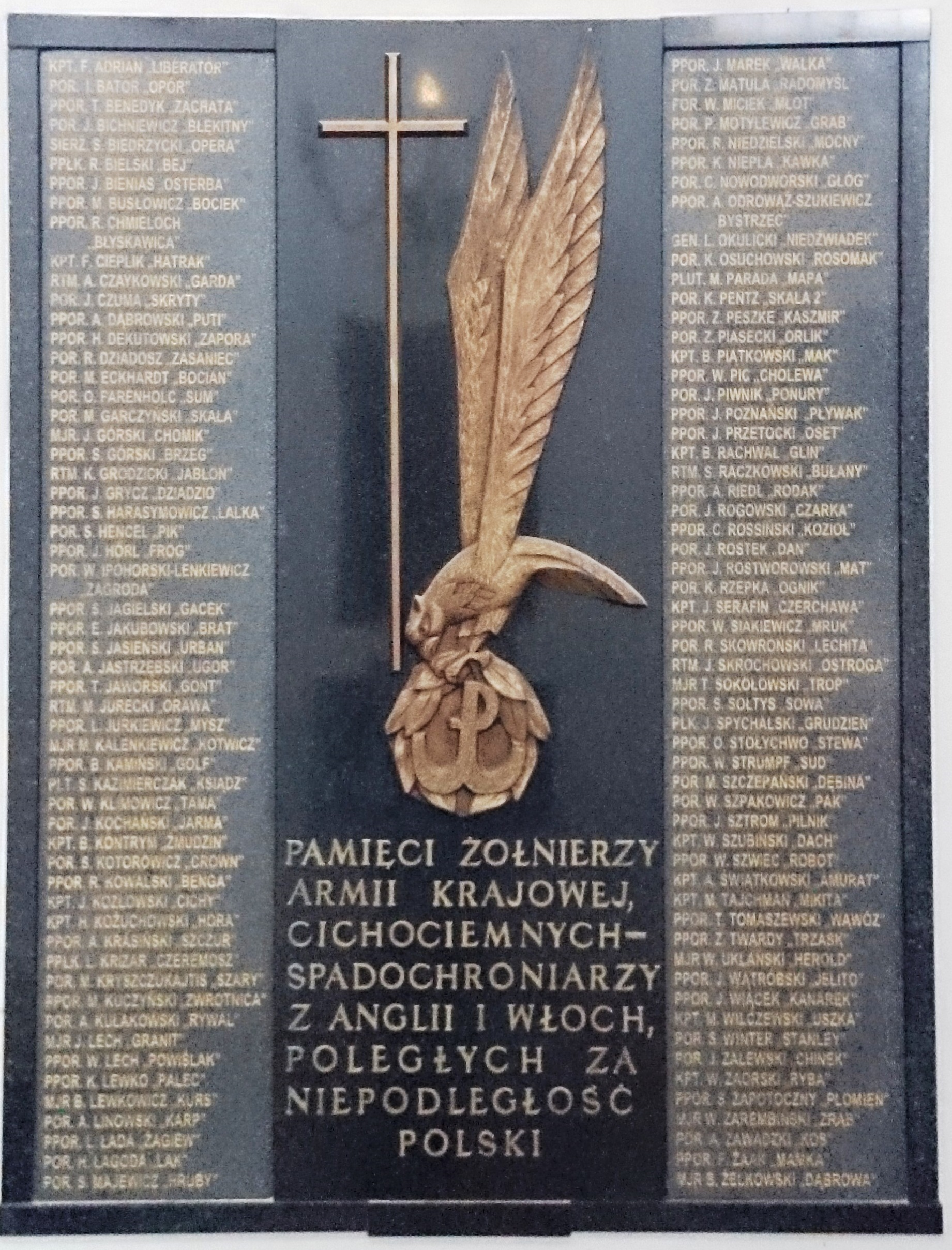
Tablica w kościele św. Jacka w Warszawie, upamiętniająca poległych cichociemnych, w tym Jana Kochańskiego

## Odznaczenia
- Krzyż Srebrny Orderu Virtuti Militari.

## Życie prywatne
Jan Kochański był synem Wacława, profesora konserwatorium muzycznego w Warszawie, i Olgi z domu Butkiewicz.
Ożenił się w marcu 1943 roku z Zofią Rapp. Zofia Rapp była kurierką wywiadu Armii Krajowej, od września 1942 roku na trasie pomiędzy Warszawą, Poznaniem i Berlinem przewoziła tajną pocztę z materiałami wywiadowczymi, podając się za volksdeutschkę i posługując się fałszywymi dokumentami wystawionymi na nazwisko Marie Springer. Została aresztowana wraz z mężem 1 listopada 1943 roku, będąc w 8. miesiącu ciąży. Udało jej się uciec ze strzeżonego szpitala we Lwowie na 4 tygodnie przed porodem.
Syn Jana Kochańskiego, Maciej (1944–2009) ukończył ASP w Warszawie w 1968 roku.
Zofia Rapp-Kochańska wyszła po raz trzeci za mąż w 1948 roku za Zbigniewa Ścibora-Rylskiego i wspólnie wychowywali jej dziecko.

## Upamiętnienie
W lewej nawie kościoła św. Jacka przy ul. Freta w Warszawie odsłonięto w 1980 roku tablicę Pamięci żołnierzy Armii Krajowej, cichociemnych – spadochroniarzy z Anglii i Włoch, poległych za niepodległość Polski. Wśród wymienionych 110 poległych cichociemnych jest Jan Kochański.